# Mouen
Mouen település Franciaországban, Calvados megyében. Lakosainak száma 1779 fő (2022. január 1.). Mouen Baron-sur-Odon, Fontaine-Étoupefour, Mondrainville, Tourville-sur-Odon, Verson és Thue et Mue községekkel határos.

## Népesség
A település népességének változása:
| Lakosok száma | 455  | 833  | 1166 | 1283 | 1354 | 1489 | 1601 | 1626 | 1683 | 1779 |
|               | 1968 | 1982 | 1990 | 2006 | 2013 | 2015 | 2017 | 2019 | 2020 | 2022 |